# Lololima
Lololima ist ein Fluss auf der Hauptinsel Efate der Provinz Shefa von Vanuatu. Er ist ein Zufluss des Teouma und verläuft zunächst von Westen nach Osten, passiert Port Vila, die Inselhauptstadt, im Norden und biegt dann nach Süden um. Ein gleichnamiger Wasserfall (⊙) befindet sich in der Nähe der Siedlung Lololima, er ist eine Touristenattraktion.
Etwa 200 m nördlich des Duck-Sees mündet der Fluss in den Teouma.